# 半田亜季子
半田 亜季子（はんだ あきこ）は、日本のジャーナリスト。東京都出身。跡見学園女子大学文学部英文学科卒業。心理士。NPO法人日本防災士会常任理事・広報委員長、社会貢献学会理事、東北大学大学院講師 なども務める。

## 経歴
1989年から1992年、モスクワ放送（現「ロシアの声」）でアナウンサーを務めた。1991年夏の保守派クーデターの際、ソ連軍が施設を占拠するなかで8両の戦車に銃口を向けられながら放送を続けた。この経験から、一人の人間の無力さを痛感させられる。また、1986年に起きたチェルノブイリ原子力発電所事故のさなかに一人息子を出産し、東京 - モスクワ間を我が子を背負い、食料・衣料など150キロの段ボールを運び往復した経験を持つ。日本に帰国後、防災士の資格を取得。1999年から警視庁の「被害少年サポーター」として活動。警視庁・消防署・学校等で講演活動を通じ、極限状態に陥った時の身体と心の動き・身の守り方を解説している。また、女性の視点から防災を考える講演会なども行っている。
「子育て支援」においては、全国の幼稚園・保育園を対象に講演をしている。

## メディア出演

### テレビ
- NHK 「週刊ニュース深読み」
- TBSテレビ 「緊急！池上彰と考える“巨大地震”…その時命を守るために」
- 日本テレビ 「情報ツウ」、「news every.」、「ズームインサタデー」、「ヒルナンデス」

### ラジオ
- ニッポン放送 「高嶋ひでたけのお早よう!中年探偵団」、「高嶋ひでたけのあさラジ!」

## 著書
- 『夫はライバル:女優としてモスクワ特派員の妻として,そして母として』（悠飛社、1991年6月）ISBN 978-4-946448-19-5
- 『あの世への大準備』（扶桑社、2003年9月）ISBN 978-4-594-04204-2
- 『被害者だって笑うんです!』（産経新聞出版、2008年1月）ISBN 978-4-86306-045-6
- 『裁判官は宇宙人』（講談社、2009年4月）ISBN 978-4-06-272570-5
- 『あなたは次の災害で生き残れますか』（近代消防社、2012年）ISBN 978-4-421-00821-0
- 『あなたは、いま幸せですか？』（近代消防社、2019年）ISBN 978-4-421-00929-3

## 寄稿
- 岡田敬介氏の数奇な人生（『正論』2013年10月号 産経新聞社）

## 新聞連載
- 「妻が見たペレストロイカ」産経新聞社会面（10回）
- 「政変の町から」産経新聞社会面（32回）特別社会部長賞受賞
- 「自由に乾杯」『正論』産経新聞社（12回）